# Tekhelet

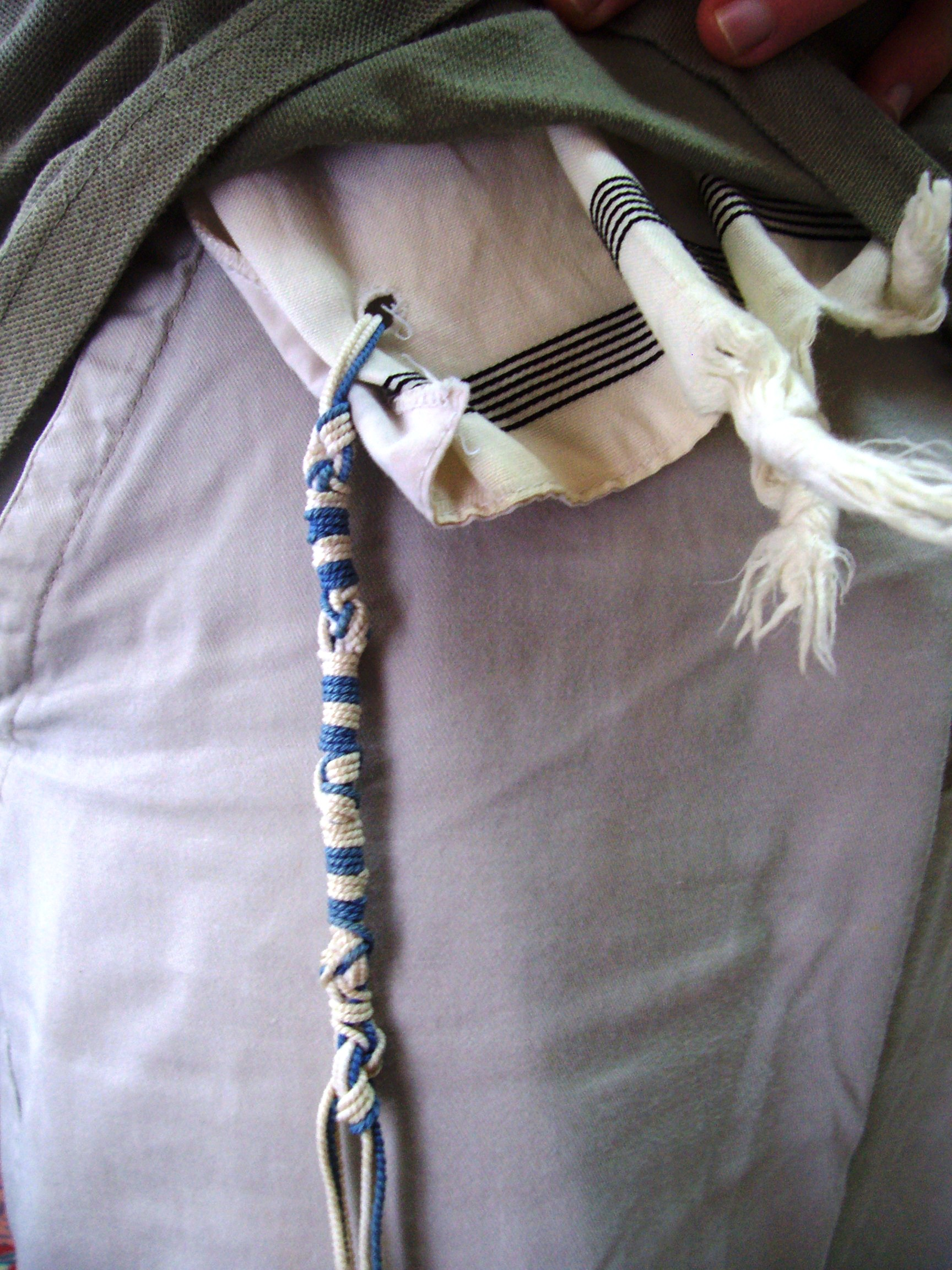
Tekhelet-Schaufaden

Die Tekhelet oder Techelet (hebräisch תְּכֵלֶת t[ə]chelet, deutsch ‚blauviolett‘, oder ‚blau‘, oder ‚türkis‘) ist ein teurer, blauer Farbstoff, der in der Bibel vielfach erwähnt wird. Er wurde für die Kleider der Hohepriester, für Wandteppiche und die Schaufäden des Tallit verwendet.

## Farbe

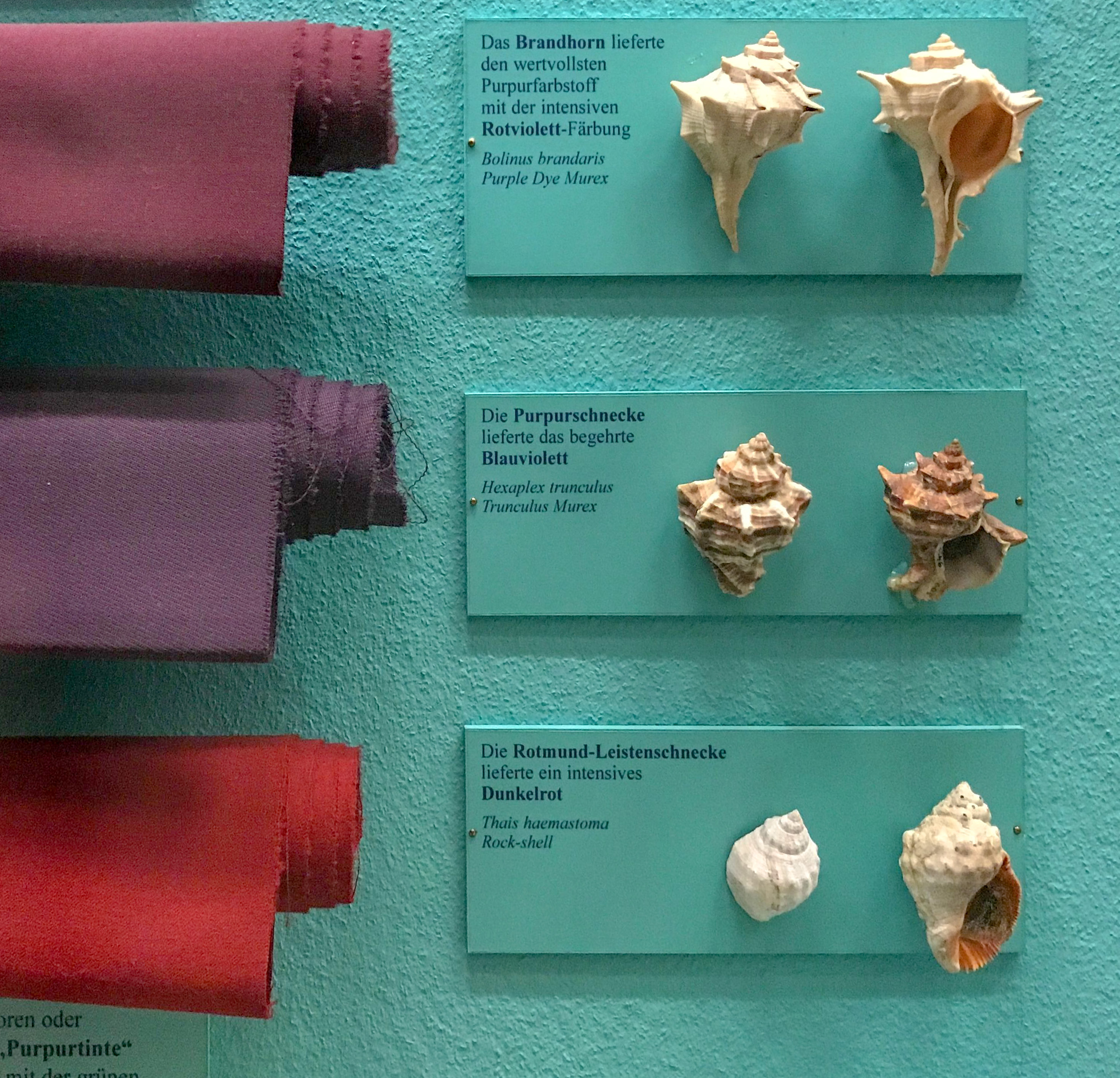
Drei Varianten des natürlichen Purpurfarbstoffs: das mittlere Beispiel zeigt die Meeresschnecke Hexaplex trunkulus und einen blauvioletten Gewebestoff, der mit aus ihr gewonnenem Naturfarbstoff gefärbt wurde.

Laut Zvi Koren, einem Professor für Chemie, war die Farbe „Tekhelet“ ein Mitternachtsblau mit einem violetten Farbton. Diese Schlussfolgerung wurde in den 1960er Jahren auf der Grundlage der chemischen Analyse eines 2000 Jahre alten ausgegrabenen Gewebes aus Masada gezogen. Es wurde gezeigt, dass dieses Gewebe mit einem Extrakt aus der Stumpfen Stachelschnecke (Hexaplex trunculus) gefärbt war.
In den 1980er Jahren entdeckte Otto Elsner, ein Chemiker vom Shenkar College of Fibers in Israel, dass, wenn eine Lösung des Hexaplex trunculus-Farbstoffs Ultraviolettstrahlung, wie zum Beispiel Sonnenlicht, ausgesetzt wird, durchweg dunkles Blauviolettpurpur statt Rotviolettpurpur entsteht.
Chemisch wird das Rot 6,6'-Dibromindigo in Schnecken durch Sonnenlicht in eine Mischung aus blauem Indigofarbstoff und blau-violettem 6-Bromindigo umgewandelt.

## Geschichte

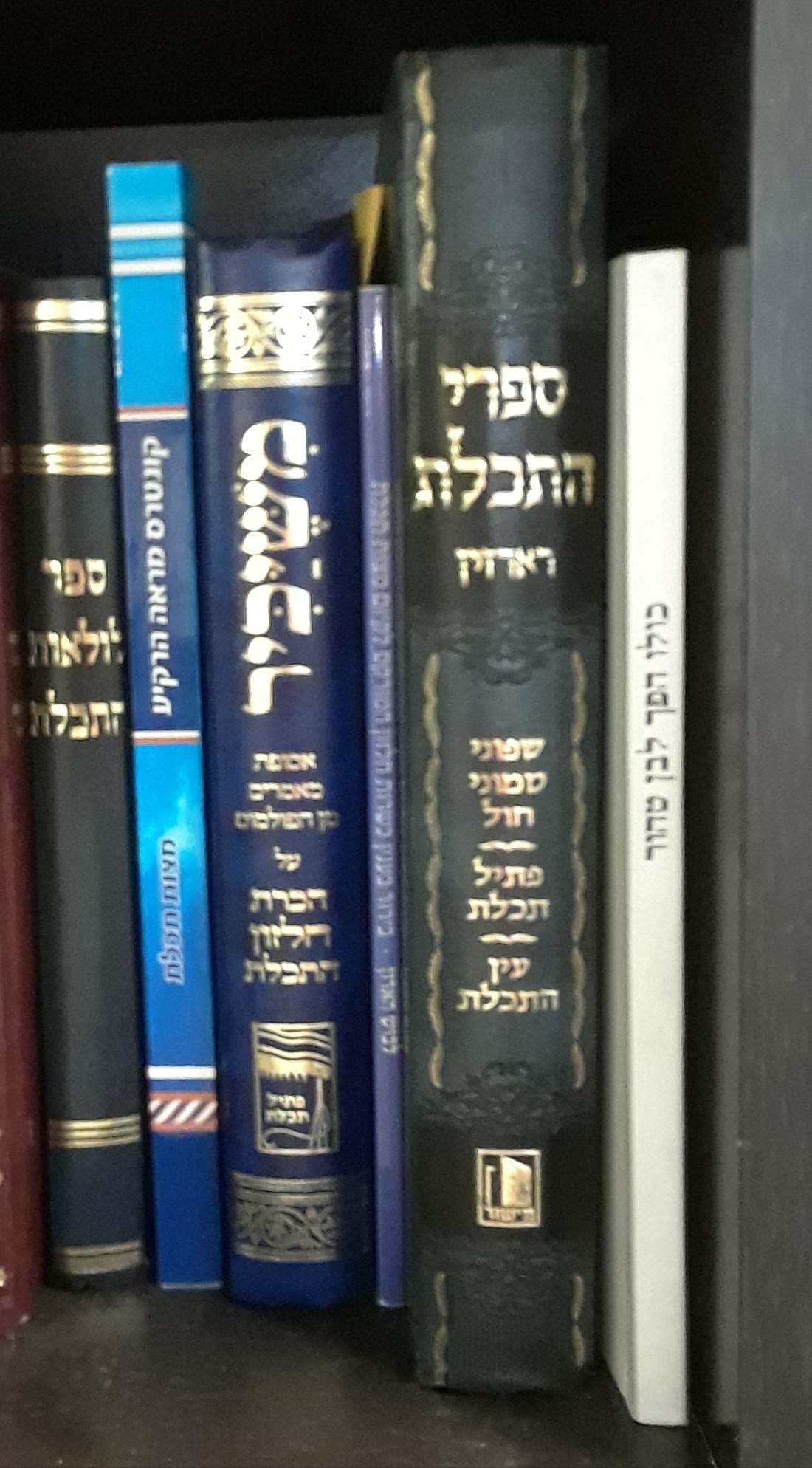
Bücher über Tekhelet und Ḥilazon

In der rabbinischen Tradition der Tosefta wird vermutet, dass die Farbe „Tekhelet“ zuletzt im alten Israel aus einem im Meer lebenden Weichtier namens Ḥilazon gewonnen worden sei. Nach der Zerstörung des Zweiten Tempels durch die Römer sei den Rabbinern die tatsächliche Identität der Farbstoffquelle verlorengegangen, weshalb die rabbinischen Schaufäden heutzutage meist weiß sind.
Es wurden verschiedene Tiere als Quelle für den blauen Farbstoff vermutet, dazu gehören der Gewöhnliche Tintenfisch (Sepia officinalis), eine Floßschnecke der Gattung der Veilchenschnecken (Janthina, Röding 1798) und die Stumpfe Stachelschnecke (Hexaplex trunculus).
1988 färbte Rabbi Eliyahu Tavger Tekhelet von H. trunculus für das Gebot Zizit zum ersten Mal in der jüngeren Geschichte. Basierend auf dieser Arbeit wurde vier Jahre später die Organisation Ptil Tekhelet gegründet, um über den Farbstoffherstellungsprozess aufzuklären und den Farbstoff allen zur Verfügung zu stellen, die ihn verwenden möchten. Der Farbstoff wird, wie traditioneller Purpur, aus der Hypobranchialdrüse von Hexaplex trunculus Schnecken gewonnen.
Im Jahr 2013 bestätigte Na'ama Sukenik von der Israel Antiquities Authority im Jahr 2013, für ein in das 1. Jahrhundert d.Z. datiertes Fragment eines blaupurpur gefärbten Stoffes „H. trunculus“ als Quelle seiner Farbe.